# 십육각형

정십육각형

십육각형(十六角形)은 변이 16개인 다각형을 말한다. 정16각형의 한 내각의 크기는 157.5도이며,전체 내각의 크기는 2520도다. 정십육각형은 작도가 가능하다.
정십육각형의 한 변의 길이를 {\displaystyle a}라고 하면, 정십육각형의 넓이 {\displaystyle A}는 다음 식과 같다.
{\displaystyle A=4a^{2}\cot {\frac {\pi }{16}}=4a^{2}({\sqrt {2}}+1)({\sqrt {4-2{\sqrt {2}}}}+1)\simeq 20.109\,a^{2}}
정사각형과 정팔각형의 작도가 가능하므로 정십육각형의 작도 또한 가능하다.

## 같이 보기
- 팔각별